# ادیتبورگ
ادیتبورگ (به انگلیسی: Edithburgh) یک منطقهٔ مسکونی در استرالیا است که در استرالیای جنوبی واقع شده‌است.